# Huslandet (vid Brunskär, Korpo)
Huslandet är en ö i Finland. De ligger i Skärgårdshavet och i kommunen Pargas i den ekonomiska regionen  Åboland i landskapet Egentliga Finland, i den sydvästra delen av landet. Öarna ligger omkring 75 kilometer sydväst om Åbo och omkring 200 kilometer väster om Helsingfors.
Arean för den av öarna koordinaterna pekar på är 20,6 hektar och dess största längd är 0,8 kilometer i sydöst-nordvästlig riktning. Ön höjer sig omkring 15 meter över havsytan.
I övrigt finns följande på Huslandet:
- Furuskär (en ö)
- Huslands kobbarna (en ö)
- Små Sundskären (öar)
- Timskär (en ö)